# Sigrid Knutsdotter
Sigrid Knutsdotter, 1100-talet, var en svensk prinsessa, dotter till kung Knut Eriksson. Hon var antingen gift med Knut jarl, eller, enligt Dick Harrison möjligen med dennes son Magnus Broka (Bjälboätten). Hon skulle alltså antingen varit moder till Magnus Broka och Cecilia Knutsdotter eller till Knut Magnusson.